# Pfarrkirche Pöndorf

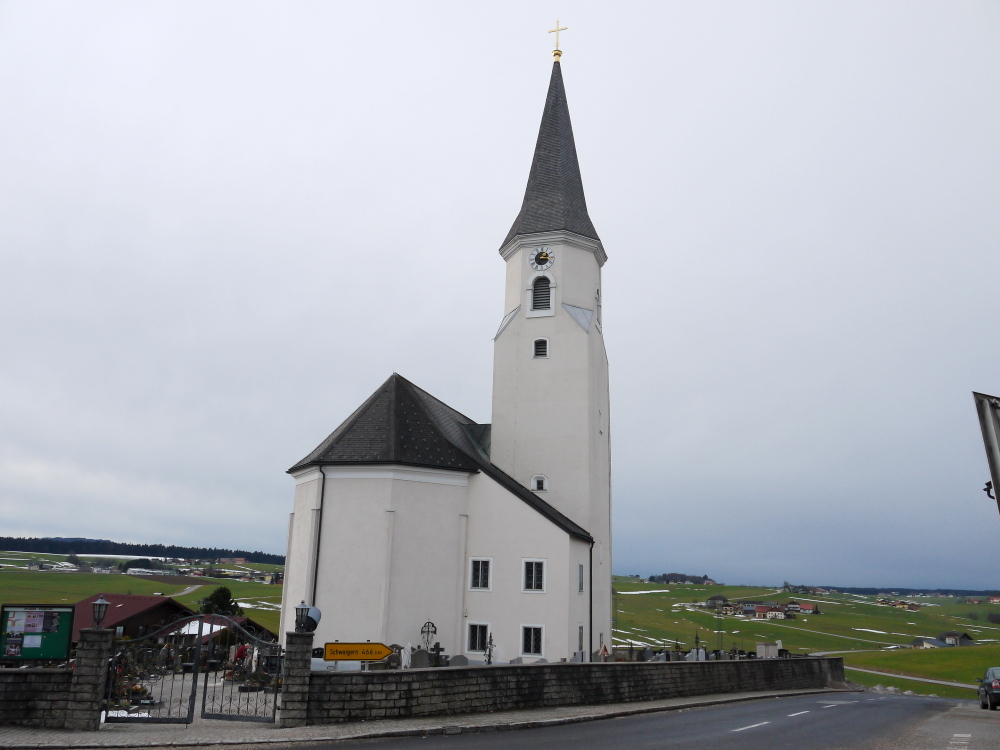
Katholische Pfarrkirche hl. Maximilian in Pöndorf

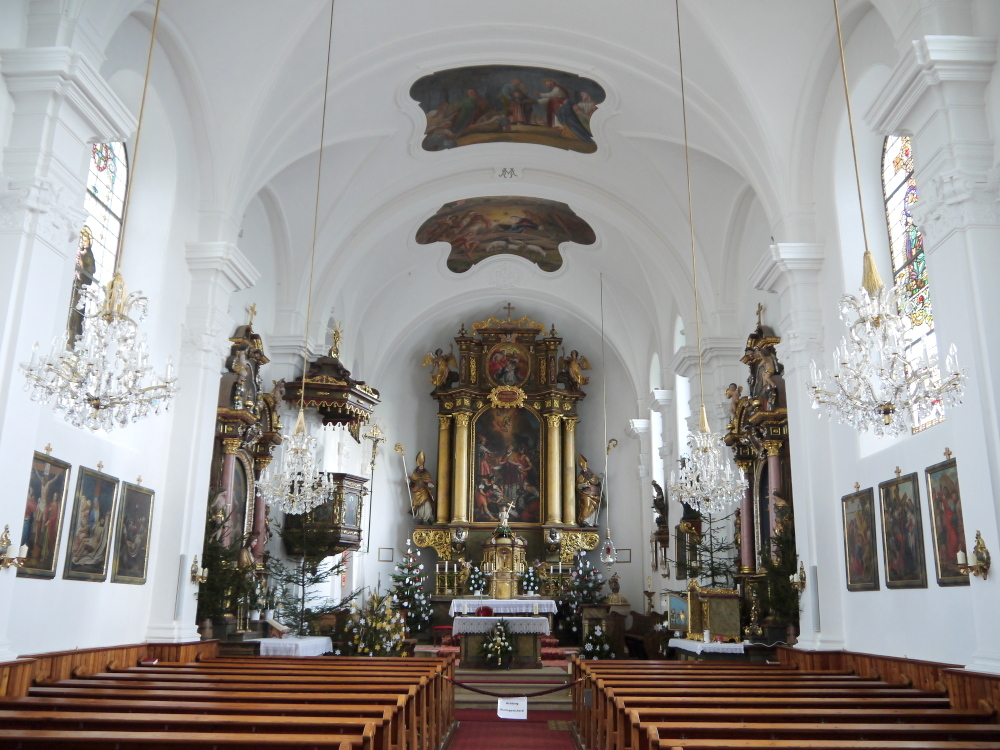
Innenansicht

Die römisch-katholische Pfarrkirche Pöndorf steht in der Gemeinde Pöndorf im Bezirk Vöcklabruck in Oberösterreich. Sie ist dem heiligen Maximilian geweiht und gehört zum Dekanat Frankenmarkt in der Diözese Linz. Das Bauwerk steht unter Denkmalschutz (Listeneintrag).

## Geschichte
Die Kirche wird 1143 erstmals urkundlich erwähnt. Die Kirche wurde nach einem Brand im Jahr 1803 im Jahr 1813 wieder instand gesetzt.

## Architektur
Kirchenäußeres
Die Kirche hat einen barockisierten spätgotischen Chor mit ausgerundetem 3/8-Schluss und Runddiensten an der Außenseite. Der Chor ist zweijochig. Am nordöstlichen Ende des Kirchenschiffes schließt ein spätgotischer Kirchturm an, der im Obergeschoß in ein Achteck übergeht. Darüber ist ein Spitzhelm.
Kircheninneres
Das lange, einschiffige Langhaus ist fünfjochig. Darüber ist Tonnengewölbe mit Stichkappen. Die Wandpfeiler weisen komposite Kapitelle auf.

## Ausstattung
Das Altarbild des Hochaltares stammt von Franz Schinagl aus dem Jahr 1693. Die Seitenaltäre und die Kanzel sind aus dem dritten Viertel des 17. Jahrhunderts. Auf dem rechten Seitenaltar steht eine Marienstatue in der Art des Johann Peter Schwanthaler der Ältere aus dem dritten Viertel des 18. Jahrhunderts. Die Kirchenstühle wurden um 1700 gebaut. Die Orgel mit zwei Manualen und 14 klingenden Registern wurde 1912 von Hans Mertel aus Salzburg-Gnigl errichtet.